# Plagiorchiida
Plagiorchiida zijn een orde van parasitaire platwormen (Platyhelminthes). Hiertoe behoort onder andere de familie Paragonimidae (ook wel Troglotrematidae) met soorten die de veroorzakers zijn van de ziekte paragonimiasis, onder andere  Paragonimus westermani.

## Synoniemen
- Echinostomida

## Taxonomie
Onder invloed van modern moleculair-genetisch onderzoek is de fylogenie van deze groep onderhevig aan grote veranderingen en is iedere keuze voor een indeling aanvechtbaar. In World Register of Marine Species is momenteel de volgende indeling opgenomen:
- Onderorde Apocreadiata
- Onderorde Bivesiculata
- Onderorde Bucephalata
- Onderorde Echinostomata
- Onderorde Haplosplanchnata
- Onderorde Hemiurata
- Onderorde Heronimata
- Onderorde Lepocreadiata
- Onderorde Monorchiata
- Onderorde Opisthorchiata
- Onderorde Pronocephalata
- Onderorde Transversotremata
- Onderorde Xiphidiata
- Onderorde Zoogonata